# Maguohe Zhen
Maguohe Zhen (kinesiska: 马过河, 马过河镇) är en köping i Kina. Den ligger i provinsen Yunnan, i den sydvästra delen av landet, omkring 83 kilometer nordost om provinshuvudstaden Kunming. Antalet invånare är 12 967. Befolkningen består av 6 568 kvinnor och 6 399 män. Barn under 15 år utgör 24,0 %, vuxna 15-64 år 67 %, och äldre över 65 år 7,0 %.
Genomsnittlig årsnederbörd är 939 millimeter. Den regnigaste månaden är juni, med i genomsnitt 217 mm nederbörd, och den torraste är januari, med 10 mm nederbörd.